# Robert Kiesel

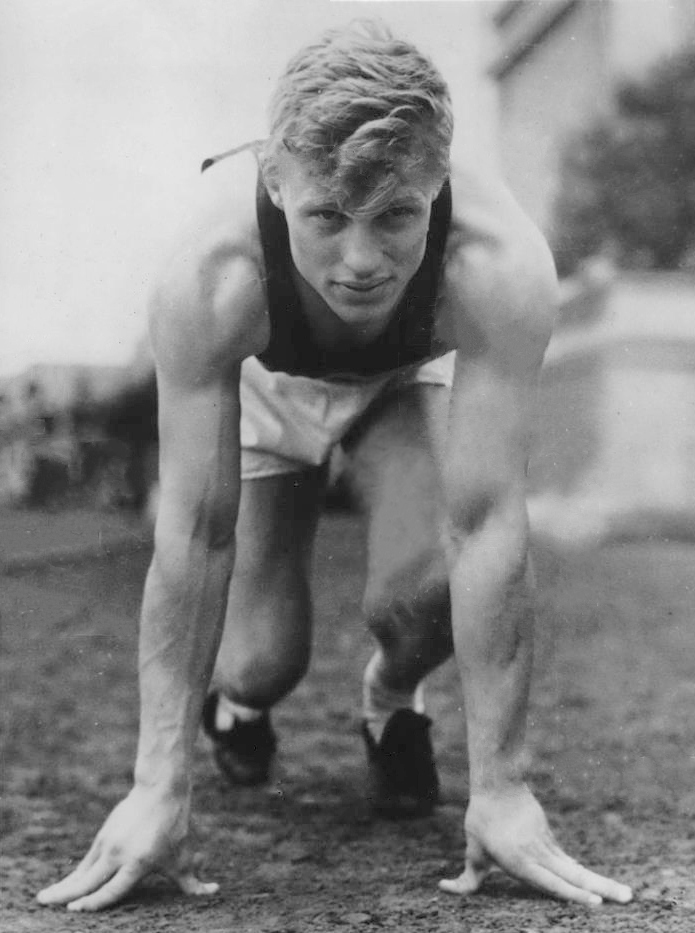

Robert Allan Kiesel (Sacramento, 30 de setembro de 1911 – Boise, 6 de agosto de 1993) foi um velocista e campeão olímpico norte-americano.
Em Los Angeles 1932 integrou junto com Frank Wykoff, Emmett Toppino e Hector Dyer o revezamento 4x100 m norte-americano que conquistou a medalha de ouro e estabeleceu novo recorde olímpico e mundial em 40s0.